# Delovna skupina za raziskavo odgovornosti za zločine, storjene v Ukrajini
Delovna skupina za raziskavo odgovornosti za zločine, storjene v Ukrajini je pro bono mednarodna skupina odvetnikov, ustanovljena 29. marca 2022 za pomoč ukrajinskim tožilcem pri usklajevanju sodnih primerov za vojne zločine in druge zločine, povezane z rusko invazijo na Ukrajino leta 2022 .  

## Ustanovitev
Konec marca 2022, med rusko invazijo na Ukrajino leta 2022, je ukrajinska generalna tožilka Irina Venediktova napovedala ustanovitev mednarodne pravne delovne skupine, ki bo podpirala ukrajinske tožilce pri usklajevanju pravnih zadev na sodiščih za vojne zločine, povezane z invazijo. Venediktova je izjavila, da so ukrajinski tožilci zbrali 2500 »možnih primerov vojnih zločinov«, vključno z letalskim napadom na mariupolsko gledališče, in imajo »več sto osumljencev«. 

## Sestava
V delovni skupini so bili tudi posamezni britanski odvetniki, mdr. Amal Clooney, Helena Kennedy, Richard Hermer, Tim Otty, Philippa Webb in David Neuberger. V delovno skupino so vključeni tudi odvetniki iz pravnih družb, ki že zastopajo Ukrajino, najbolj znana sta Nikhil Gore iz Covington & Burling, Luke Vidal iz Sygna Partners in Emma Lindsay iz Withers LLP. V ekipo sta vključena tudi profesorja mednarodnega humanitarnega prava Marko Milanović in Andrew Clapham.  
Člani delovne skupine in pridruženo osebje delajo pro bono. 

## Cilji delovne skupine
Cilj delovne skupine je pripraviti priporočila za tožbe v nacionalnih jurisdikcijah v več državah in njihovo usmerjanje sodelovanja s preiskavo Mednarodnega kazenskega sodišča v Ukrajini in pri iskanju zasegljivega premoženja osumljencev, ki bi ga lahko uporabili kot odškodnino žrtvam oz. uporabili za obnovo Ukrajine. 